# Pinsà blau de Tenerife
El pinsà blau de Tenerife, pinsà de les Canàries, pinsà blau, o pinsà de Tenerife (Fringilla teydea) és una espècie d'ocell de la família dels fringíl·lids (Fringillidae) que habita als boscos de pins de Tenerife, a les illes Canàries. És el símbol animal de l'illa de Tenerife.